# Elfreda Reyes
Elfreda Reyes, född 1901, död 1992, var en fackföreningsaktivist, kvinnorättsaktivist och medlem i självständighetsrörelsen verksam i Belize.
Hon var en ledande aktivist i kampanjen för rösträtt för kvinnor i Belize. 